# Hansa-Brandenburg KDW
Der Hansa-Brandenburg KDW („Kampf-Doppeldecker-Wasser“) war ein deutsches Marineflugzeug im Ersten Weltkrieg.

## Entwicklung
Der Konstrukteur der Hansa- und Brandenburgischen Flugzeug-Werke, Ernst Heinkel, hatte den KDW – nicht zu verwechseln mit dem Flugboot Hansa-Brandenburg CC, das von der k.u.k.-Marine ebenfalls als KDW bezeichnet wurde – 1916 aus dem Hansa-Brandenburg D.I-Jagdflugzeug mit dessen typischer Sternverstrebung entwickelt, an dem er Schwimmer und eine Schwanzflosse anbrachte und dessen Spannweite er vergrößerte. Um die Sicht des Piloten zu verbessern, war der Abstand zwischen oberer Tragfläche und Rumpf erhöht worden, und kleine Ausschnitte waren in die unteren Flügelwurzeln eingelassen. Zu dieser Zeit suchte die Kaiserliche Marine einen seetauglichen Jagdeinsitzer, um ihre Einrichtungen gegen feindliche Luftangriffe zu sichern.
Der Prototyp wurde am 8. Juni 1916 bestellt, mit der Marine-Nummer 784 am 10. September 1916 zur Erprobung an das Seeflugzeug-Versuchskommando nach Warnemünde geliefert und am 11. September 1916 abgenommen. Zwei weitere mit den Marine-Nummern 914 und 1067 folgten bis März 1917. Die 914 wurde am 12. September 1916 bestellt, am 29. Januar 1917 angeliefert und am 7. Februar 1917 abgenommen. Bei der 1067 war das Bestelldatum der 3. November 1916, die Anlieferung der 20. März 1917 und die Abnahme am 25. März 1917.

## Bekannte Marinenummern
| Marinenummer | Stückzahl |
| ------------ | --------- |
| 748          | 1         |
| 783/784      | 2         |
| 912–921      | 10        |
| 1067–1076    | 10        |
| 1380–1394    | 15        |
| 1554–1573    | 20        |
| gesamt       | 58        |

Insgesamt wurden bis Februar 1918 58 Maschinen in fünf verschiedenen Produktionsserien gebaut, die jeweils leicht voneinander abwichen: Die ersten Maschinen erhielten den Benz-Bz-III-Motor, die folgende Serie Daimler-Motoren Mercedes D IIIa, dann wurde wieder der Bz III verwendet. In den letzten zwei Serien wurde der Maybach Mb III mit 160 PS eingebaut. Auch eine Variante W 11 mit 200 PS starken Benz-Bz-IV-Motor wurde in drei Exemplaren gebaut. Daneben wurde eine W 16 mit U-III-Rotationsmotor mit 160 PS und eine W 25 mit konventionell verspannten Tragflächen erprobt.
Die KDW operierten ab Mitte 1916 vor allem über der Nordsee und der Adria, wo sie bis Kriegsende im Einsatz blieben. Dennoch war die Maschine bereits 1917 veraltet und der Albatros W.4 und der Hansa-Brandenburg W.12 unterlegen.

## Technische Daten
| Kenngröße             | Daten (Abweichungen pro Serie möglich) |
| --------------------- | --- |
| Besatzung             | 1 |
| Länge                 | 8,00 m |
| Spannweite            | 9,22 m |
| Höhe                  | 3,30 m |
| Flügelfläche          | 29,15 m² |
| Querruder             | 1,85 m² |
| Höhenruder            | 1,08–1,10 m² |
| Seitenruder           | 0,52–0,65 m² |
| Leermasse             | 760 kg |
| Startmasse            | 1045 kg |
| Höchstgeschwindigkeit | 172–175 km/h in NN |
| Steigzeit auf 1000 m  | 4:30 min |
| Steigzeit auf 2000 m  | 11–14 min |
| Steigzeit auf 3000 m  | 21:30 min |
| Dienstgipfelhöhe      | 4000 m |
| Reichweite            | 500–540 km |
| Brennstofftank        | 169–174 l |
| Flugdauer             | 3 h |
| Propellerdurchmesser  | 2,75 m bei einer Steigung von 1,8 |
| Triebwerk             | ein wassergekühlter 6-Zylinder-Reihenmotor Benz Bz III, Mercedes D III oder Maybach Mb III mit 150 PS (ca. 110 kW) bzw. 160 PS (ca. 120 kW) Startleistung |
| Bewaffnung            | 1–2 starre MG 08/15, 7,92 mm |